# Nuraghe Is Paras
Le nuraghe Is Paras est un nuraghe situé à Isili, une ville de la région historique des Sarcidano, dans la province de Sardaigne du Sud, en Italie.

## Situation
Le nuraghe Is Paras se trouve sur une éminence qui domine les territoires voisins vers l'Ouest.

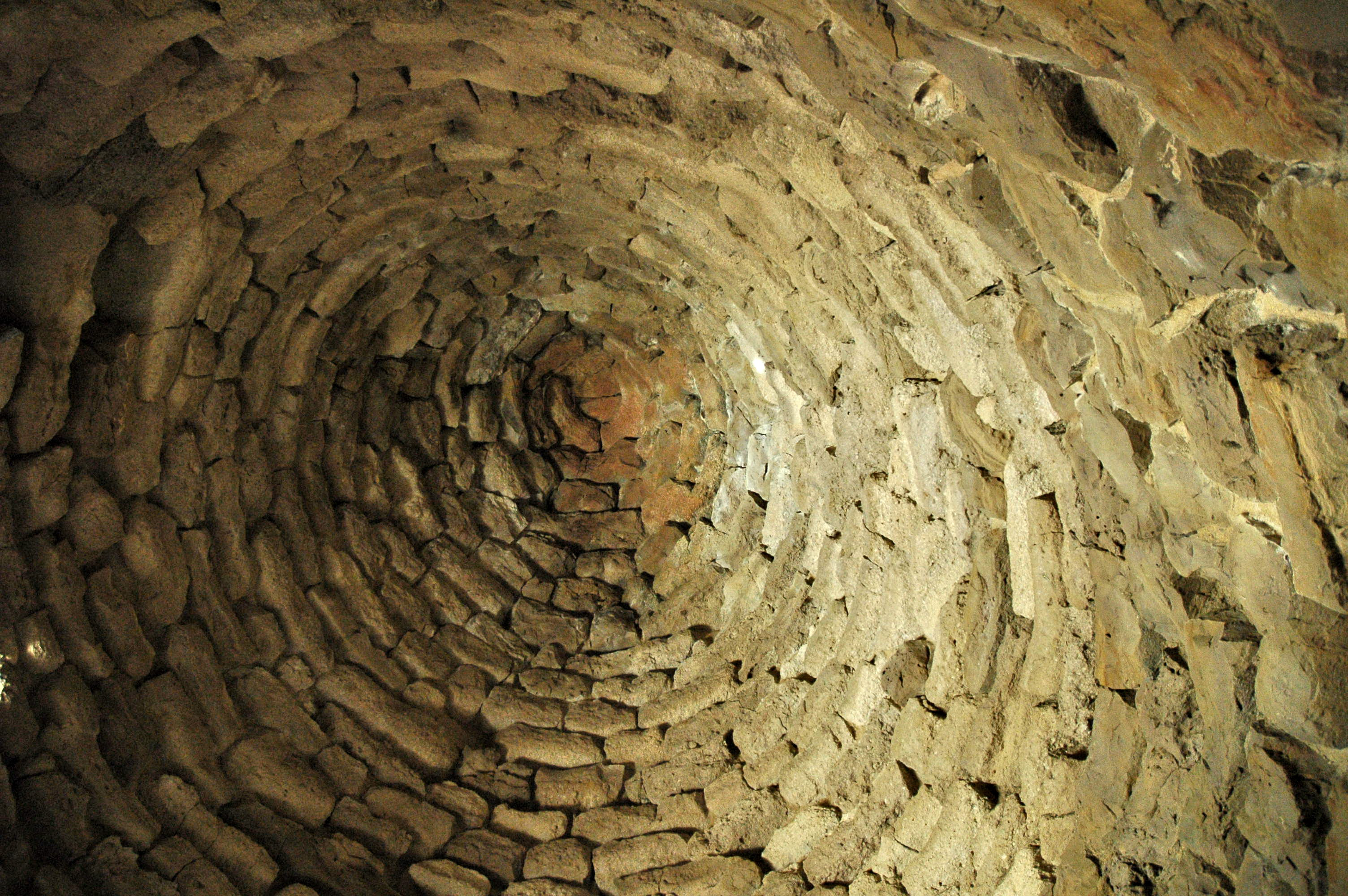
Tholos

## Description
Sa forme est celle d'un nuraghe trilobé, formé par un bastion triangulaire avec trois tours dans les coins.
Selon l'archéologue sarde Giovanni Lilliu, sa couverture à tholos est la plus grande et la plus harmonieuse de toutes les tholoi présentes sur les nuraghes de Sardaigne.